# Pediasia trisecta
Pediasia trisecta là một loài bướm đêm trong họ Crambidae.